# Clubiona zilla
Clubiona zilla är en spindelart som beskrevs av Wilhelm Dönitz och Embrik Strand 1906. Clubiona zilla ingår i släktet Clubiona och familjen säckspindlar. Inga underarter finns listade i Catalogue of Life.